# 싸이메라
싸이메라는 싸이월드를 개발했던 SK커뮤니케이션즈가 2012년 3월 23일 출시한 스마트폰 카메라 어플이다. 싸이월드와 카메라의 합성어인 "싸이메라"로 이름을 지었다. 얼굴 인식 기술을 이용해 인물 사진 보정을 중점으로 만들어졌다. 최근에는 몸매 보정 기능도 추가되어 신체까지 보정할 수 있다.

## 사진 촬영 기능

### 화면 크기 비율 조정
사진 비율을 먼저 설정 후 촬영 가능하다. 비율은 1:1과 4:3(세로:가로)이 있다.

### 화면 기능 설정
기본 촬영, 분활 촬영을 설정할 수 있다. 또 렌즈의 종류도 변경할 수 있는데 볼록렌즈, 어안렌즈, 파노라마 렌즈,

### 필터 적용
필터를 촬영 시에 적용한다. 기본적으로 제공하는 필터의 종류도 다양하며, 유료 필터도 구입하여 사용할 수 있다. 필터를 통해 사진의 분위기를 바꾼다.

### 터치 촬영
촬영할 때 화면을 눌러서 촬영할 수 있는 기능이다.

### 그 밖의 기능들

#### 손떨림 보정
기기의 흔들림을 감지하여 일정 시간동안 흔들리지 않는 것을 감지하면 사진을 찍는 기능이다.

#### 타이머
촬영 버튼을 누르고 일정 시간동안 기다렸다가 사진을 찍는 기능이다. 타이머는 3초, 5초, 7초, 10초로 설정이 가능하다.

#### 플래쉬
촬영시 기기의 플래쉬를 터뜨려 사진을 찍는 기능이다.

## 사진 편집 기능

### 기본 보정
사진의 기본적인 밝기, 대비, 채도 , 선명도를 조정하여 편집하는 기능이다.

### 사진 외관의 편집
촬영한 사진의 크기나 각도를 조절할 수 있다. 또 사진들을 모아서 한 장으로 편집하는 콜라주 기능도 있으며, 인스타그램에 게시되는 정사각형 사진 사이즈에 딱 들어맞는다는 의미로 1:1비율의 사진으로 편집하는 "인스타핏"도 있다.

### 사진 효과 보정
모자이크나 블러로 사진을 부분적으로 가리거나 흐리게 만들 수 있다. 또 사진에서 특정 색만 보이게 강조하여 편집하는 기능 "컬러 스플래쉬"도 있고, 사진에 다양한 모양으로 테두리를 적용할 수도 있다.

### 뷰티 관련 보정
포토샵으로나 가능하던 눈 크기 늘리기, 얼굴형 갸름하게 만들기, 피부 잡티 가리기, 웃는 얼굴 만들기 등을 직접 할 수 있는 기능이다. 얼굴에 머리카락을 붙이고 눈썹, 속눈썹, 블러셔등으로 화장한 것 같은 효과를 주어 예쁘게 만들 수 있다. 최근에는 얼굴 뿐만 아니라 몸매 보정 기능도 추가되었다.

### 사진 꾸미기 기능
사진에 스티커나 글씨를 붙여넣는 기능이다. 손으로 직접 글씨를 써넣거나 그림을 그릴 수도 있다.

## 그 밖의 기능들

### 외부에 사진 공유
사진을 찍거나 편집한 뒤 페이스북, 트위터 등의 SNS나 문자, 메일 등으로 공유할 수 있다.

### 아이템 스토어
싸이메라에서 사용할 수 있는 여러 아이템을 제공하는 곳이다. 그 종류로는 스티커, 콜라주 배경, 브러쉬, 필터, 테두리, 메이크업, 헤어등을 제공하고 있다. 무료, 유료 아이템이 다양하다.

## 화제 거리

### 표절 논란
2016년 5월, 싸이메라가 '아날로그 필름'을 표절했다고 논란이 된 바 있다. '아날로그 필름'은 iOS에서 사진 보정을 위해 다양한 필터 시리즈(아날로그 파리, 도쿄, 제주, 웨딩, 런던 등)를 제공하는 유료 어플이다. 애플 앱 스토어에서도 인기가 높다. 그러나 싸이메라 측(SK커뮤니케이션즈)이 이와 거의 같은 이름과 색감으로 필터를 만들어 무료로 배포한 것이다.
논란이 일자 SK커뮤니케이션즈는 출시 일주일 만에 해당 필터 서비스를 종료했다. 당시 SK커뮤니케이션즈 측은 "싸이메라를 사용하는 이용자의 의견을 존중하고 우려하는 부분을 공감하기에 해당 아이템(필터)을 종료하기로 했다"며 "오디너리팩토리와의 협의를 지속할 예정이며 이용자에게 드린 불편사항에 사과드린다"고 말한 바 있다. 결국 '아날로그 필름' 필터 시리즈의 개발자인 오디너리팩토리 측은 필터 무단 도용 혐의로 SK커뮤니케이션즈를 고소했다.
이후 판결에서는 무혐의로 종결되었다.

### 몸매 보정 기능
2016년 10월, 싸이메라 3.1버전에서는 몸매 보정 기능이 추가되었다. 이 기능은 키가 커 보이도록 다리 늘리기, 허리를 잘록하게 만들기, 힙업 효과, 다리 굴곡이나 모양 수정이 가능하다.